# 孔貝里埃特冰川
孔貝里埃特冰川（英語：Comberiate Glacier），是南極洲的冰川，位於維多利亞地的斯科特海岸，流經皇家學會嶺，由美國南極名稱諮詢委員會命名，現時由南極條約體系管理。